# Charles Gaudelet
Pour les articles homonymes, voir Gaudelet.
Charles Gaudelet est un maître-verrier lillois (Paris, 12 avril 1817 - Lille, 3 août 1870). 
Il travailla exclusivement avec les peintres Victor Mottez et occasionnellement Bruno Chérier. Des cartons provenant de son fonds d'atelier ont été acquis par le musée des Beaux-Arts de Lille en 1870 à l'instigation du peintre et collectionneur Camille Benoît.

## Style
La spécificité des œuvres de cet artiste réside dans la forme presque toujours géométrique de ses grisailles, qui peuvent cependant être décoratives et héraldiques, dans la présence des bordures éclatantes de couleurs, bleu et rouge surtout, il ne créera le vert que pour son Saint-Jean Chrysostome de l'église Saint-André à Lille. Dans ses bordures toutes différentes, Gaudelet peint des médaillons très riches et des guirlandes, des grappes de fruits tel le raisin et son cep, des étoiles qui ornent plus précisément les vitraux honorant la Madone et qui sont d'un extrême raffinement.
Cet artiste est un technicien remarquable, un coloriste de génie, très talentueux dans tous les cas. Il a d'ailleurs reçu la médaille d'or de la Société des sciences, de l'agriculture et des arts de Lille.

## Réalisations
À Lille
- Chapelle du palais Rihour
- Église Saint-André de Lille
- Église Notre-Dame de Fives à Lille (architecte Charles Leroy)
- Église Saint-Étienne de Lille
- Église Saint-Maurice-des-Champs de Lille (architecte Charles Leroy)
- Église Saint-Maurice de Lille, l'ensemble monumental homogène, de style néo-gothique flamboyant, est aujourd’hui constitué de onze verrières réparties dans la nef et le chœur. Ces vitraux ont été réalisés entre 1858 et 1860.

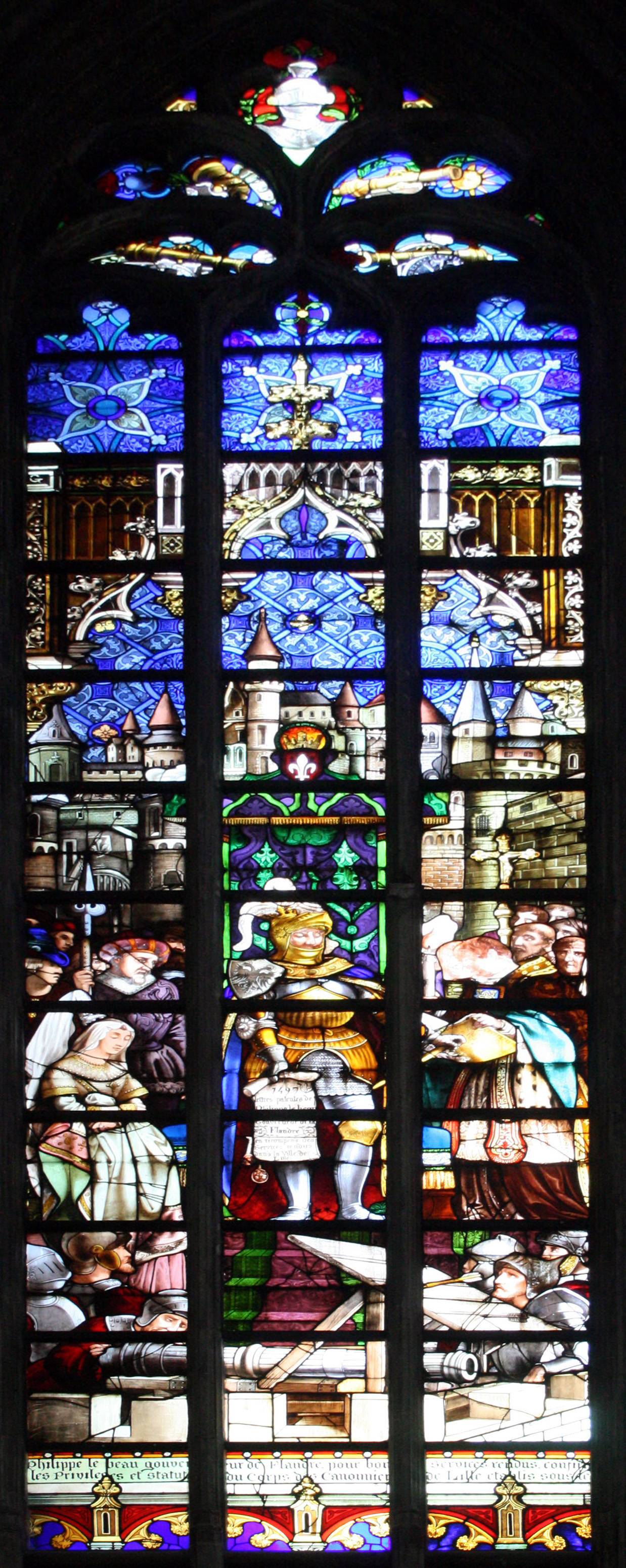
Église Saint-Maurice
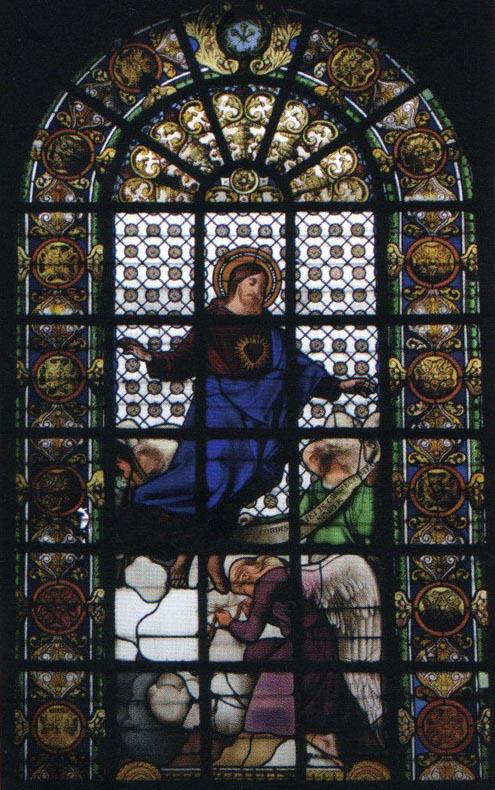
Église Saint-Étienne
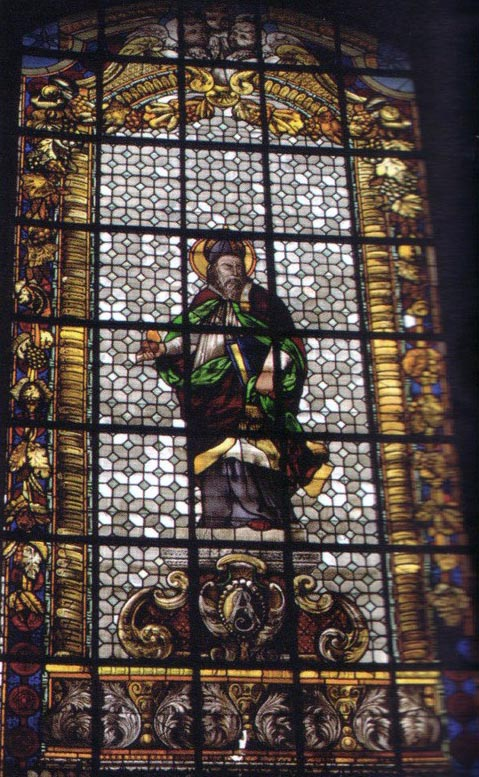
Église Saint-André

Dans la région Nord—Pas-de-Calais
- Église d’Avelin (architecte Charles Leroy)
- Église de Sailly[Lequel ?]
- Église de Wattignies
- Église de Vieux-Berquin
- Église de Robecq
- Notre-Dame-des-Anges de Tourcoing

Charles Gaudelet aurait travaillé également à Maastricht puis à Cologne pour les vitraux de la cathédrale.[réf. souhaitée]

## Signature
Chose étrange, on ne trouve que deux fois la signature de l'artiste :
- Sur le vitrail de Marie-Madeleine dans la chapelle polonaise, annexe de l'église Saint-Étienne de Lille.
- À l’église Saint-Maurice de Lille où Charles Gaudelet s’est représenté sous les traits du soldat manœuvrant le canon, dans la scène inférieure de la chapelle axiale, dédiée à Sainte-Barbe, était autrefois le siège de la confrérie des canonniers.

Sa signature est relevée, dans la scène inférieure, sur la roue droite du canon de la baie no 2 : Vierge à l'enfant, Sainte-Barbe et Saint-Maurice protégeant la ville de Lille et ses défenseurs.